# Samotność Bogów
Samotność Bogów – książka Doroty Terakowskiej wydana w 1998 roku nakładem Wydawnictwa Literackiego.

## Fabuła
Przodkowie Jona bali się świata i dlatego powołali do życia swą wiarą przeróżnych bogów, z których najpotężniejszy był Światowid. Szybko urósł on w siłę i zaczął wymagać krwawych ofiar z ludzi. Jednak misjonarze z Europy zaszczepili w Słowianach wiarę do "Boga Dobroci". Stopniowo więc zaprzestano czczenia starych bogów. Wymarli oni, kiedy pamięć o nich zatarła się i przetrwała jedynie w starych opowieściach i rytuałach. Ale Światowid przetrwał, mimo że bliski był podzielenia losu towarzyszy. W ten sposób u mieszkańców Wioski zrodziło się Tabu – zakaz przechodzenia na drugi brzeg Rzeki, gdzie wznosi się posąg Starego Boga. Jednak mały Jon, przez przypadek przepływając na drugą stronę, słyszy zew Światowida, przyzywającego go do siebie. Po pewnym czasie spełnia jego prośbę. Jon zaczyna niebezpieczną podróż w czasie.

## Nagrody
Powieść została odznaczona Nagrodą Poznańskiego Przeglądu Nowości Wydawniczych WIOSNA 98 oraz Nagrodą IBBY 98.